# المنظمة الهندية للتأتأة
جمعية التأتأة الهندية (TISA) تيسا هي مؤسسة خيرية عامة وحركة مساعدة ذاتية للأشخاص الذين يتلعثمون في الهند. ففي الهند يواجه الشخص الذي يتلعثم وصمة عار في المنزل وفي الأماكن العامة، حيث يقوم الآباء في كثير من الأحيان بتوبيخ أطفالهم علنًا ولا يكون القبول الاجتماعي مرتفعًا.

## خلفية
ما يقدر بنحو 11 إلى 12 مليون شخص في الهند يتلعثمون. والتلعثم هو اضطراب فسيولوجي. تصنف منظمة الصحة العالمية التأتأة (تمتمة) في قسمها F98.5 "الاضطرابات النفسية والسلوكية"، حيث تعرف بأنها "الكلام الذي يتميز بالتكرار المتكرر الحدوث أو إطالة الأصوات أو المقاطع أو الكلمات، أو بالتردد المتكرر أو توقفات مؤقتة تعطل التدفق الإيقاعي للكلام، ويجب تصنيفها على أنها اضطراب فقط إذا كانت شدتها تؤدي إلى اضطراب طلاقة الكلام بشكل ملحوظ". ومع ذلك ونظرًا لأن الهند تعاني من نقص في معالجي النطق الجيدين، فإن علاج النطق مكلف ولا تعترف حكومة الهند رسميًا بهذه الحالة باعتبارها إعاقة. يواجه أولئك الذين يتلعثمون مشاكل في الحصول على وظائف بالإضافة إلى عوائق أمام النمو الوظيفي، مما يؤدي إلى الشعور بالخجل والذنب والخوف من عدم قبولهم داخل المنظمة. ويتجنب العديد من الأشخاص المتلعثمين التحدث ويفضلون التواصل عن طريق الكتابة أو الرسائل النصية أو البريد الإلكتروني، حيث أنهم قد لا يتمكنون من نطق الكلمات البسيطة.

## تشكيل

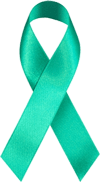
شريط اليوم العالمي للتوعية بالتأتأة

نشأت تيسا من شبكة إلكترونية يديرها فيرين غاندي من مومباي، وتعمل من خلال مجموعة ياهو التي بدأت في 3 أبريل 2001 من قبل الدكتور ساتيندرا ك سريفاستافا وهو PWS هندي. إن المدونة التي تسمى "هاقلانا" (تلعثم بالهندية) حيث أعلن سريفاستافا لأول مرة عن حالته وانضم إليه لاحقًا الأعضاء المستجيبون من جميع أنحاء البلاد، زادت الوعي بأن التجارب في الوقت الفعلي مثل صعوبة الإجابة عند أخذ الحضور في الاعتبار وانتشرت الصعوبات في مقابلات العمل والخوف من المقاطعة الاجتماعية على نطاق واسع. وبحلول أواخر عام 2010 كانت المجموعة تضم 576 عضوًا، ساهموا بما يقرب من 6000 مشاركة حول قضايا تشمل مراجعات علاج النطق ونصائح المساعدة الذاتية والدعم العاطفي. كما أن إحدى التجارب التي يتذكرها الدكتور ساتيندرا من طفولته هي عندما وجد صعوبة في شراء تذاكر الحافلة، وعندما كان يركب الحافلة كان يطلب التوقف قبل أو بعد التوقف المقصود بدلاً من المكان الذي يريده، ثم يصل إلى الموقع المطلوب بوسائل أخرى. وتقدم سريفاستافا حاليًا المشورة للعديد من الأولاد والبنات الصغار الذين تطلب استفساراتهم المساعدة عبر البريد الإلكتروني، وبالإضافة إلى الآباء القلقين بشأن المعضلات التي يواجهها أطفالهم المتأثرون.
التقى بعض أعضاء المجموعة شخصيًا لأول مرة في مومباي في 13 أبريل 2008، حيث قرروا إنشاء جمعية مساعدة ذاتية تسمى جمعية التأتأة الهندية. وبدأت تيسا مدونة في 9 مايو 2008 وهي أول مدونة هندية حول التأتأة في مساحة الإنترنت العامة المفتوحة، على عكس مجموعات الدردشة التي تتطلب التسجيل وكانت مفتوحة في المقام الأول لأولئك الذين يتلعثمون.
وقد كانت هناك محاولات موازية و/أو سابقة من قبل الهنود للتعامل مع التأتأة. مستوحاة من كيث بوس أحد أمناء جمعية التأتأة البريطانية وعضو مجلس إدارة الجمعية الدولية للتأتأة، حيث قامت مجموعة صغيرة من الهنود بإنشاء مجموعة على الإنترنت. وقد ساهمت إحدى المنظمات الهندية في مجال الرعاية الاجتماعية في اليوم العالمي للتوعية بالتلعثم في عام 2006 وحضرت منظمة آخرى المؤتمر العالمي في كرواتيا في عام 2007. وكانت مجموعة في تشيناي تجتمع بموجب قانون المهاتما غاندي على شاطئ مارينا منذ عام 2001. كما ساعدت مؤسسة ساماجرا ترست تيسا في عملها سنوات التكوين من خلال ومن بين أمور أخرى نشر كتيب عن التأتأة.
أطلقت جمعية التأتأة الهندية موقعها الرسمي على الإنترنت في 15 أغسطس 2009 وتم تسجيلها رسميًا باسم الصندوق الخيري العام رقم 6055 في 13 نوفمبر 2009. حيث يقع المكتب الرئيسي للصندوق في هربرتبور- دهرادون - أوتارانتشال - الهند. وبحلول أكتوبر 2020 نمت الهيئة لتشمل مجموعات المساعدة الذاتية والدورات عبر الإنترنت والاجتماعات الافتراضية اليومية والاستشارات وورش عمل التواصل وغيرها من أشكال الدعم، وتضم أكثر من 8000 عضو نشط من أماكن مثل بيون وجايبور ولكناو بالإضافة إلى مدن المترو.

## أنشطة الجمعية
أقامت المؤسسة ورش عمل للمساعدة الذاتية في مختلف المدن الهندية بناءً على القبول وتقنيات التنفس ونهج سي إيه أل أم أس. ويتوفر نموذج للورشة مجانًا على الإنترنت. وتعمل تيسا على تعزيز مجموعات المساعدة الذاتية في مدن مختلفة، كما وفرت دليل المساعدة الذاتية الذي يجمع بين النهج الحديث للتأتأة والمفاهيم الشرقية لقبول الذات. كما أنها تنتج نشرة إخبارية. تشارك تيسا أيضًا في الأبحاث الجينية حول التأتأة في الهند. نظمت تيسا مؤتمرًا وطنيًا لمدة ثلاثة أيام في آي أتش أس ببوبانيشوار (31 ديسمبر 2011 إلى 2 يناير 2012). واستفاد خمسة وعشرون مشاركًا من مختلف أنحاء البلاد من بعضهم البعض وتبادلوا الخبرات وقاموا بجولة سياحية. ثم ألقى الدكتور ساتيا ماهاباترا والدكتورة إيلين روبن من الجمعية الوطنية للتأتأة (الولايات المتحدة الأمريكية) الكلمة الافتتاحية وشاركا حكمتهما مع المشاركين على مدار الأيام الثلاثة. وفي عام 2019 وافق هريثيك روشان نجم صناعة السينما الهندية في بوليوود على أن يصبح سفير العلامة التجارية للمنظمة.

### مجموعات المساعدة الذاتية
المجموعات مفتوحة لأولئك الذين يتلقون علاج النطق من أي مصدر ويتم تيسيرها من قبل متطوع بيه دبليو أس. حيث يوفر الميسر الفرصة للأعضاء لممارسة مهارات الاتصال في إطار جماعي، وتقديم وتلقي المشورة وجمع المعلومات حول التقنيات والمعالجين. وتوصي جمعية تيسا بأن تقتصر مجموعات المساعدة الذاتية على ما لا يزيد عن 12 مشاركًا (بدون حد أدنى). وقد تشمل المدن التي توجد بها مجموعات المساعدة الذاتية تيسا بنغالور ومومباي وسورات وجامو وهربرتبور وجوا وبوني ودلهي وتشيناي ودهرادون وميروت وحيدر أباد وكولكاتا وشانديغار وجايبور ولوديانا وأحمد أباد.
تستمر ورش العمل الخاصة بالتواصل الذاتي التي تقدمها تيسا من ثلاثة إلى عشرة أيام اعتمادًا على احتياجات المشاركين وتوفر الوقت. وتعتمد هذه الورش على القبول: حتى وإن كنت أتلعثم، فأنا أقبل نفسي بكل إخلاص، لأن هناك كمالاً داخليًا بداخلي.كما يتم تقديم تقنيات التنفس القائمة على براناياما للمساعدة في الاسترخاء والكلام الذي يحركه التنفس البطني. كما تم دمج التقنيات الغربية أيضًا بالإضافة إلى التقنيات الأربع المقتبسة من كتاب بيتر رايتزيس من بين مصادر أخرى. ويعد قبول وخدمة الأشخاص ذوي الإعاقة الذهنية الآخرين موضوعًا ختاميًا مهمًا في ورشة العمل. وقد بدأ بعض المشاركين في تكوين مجموعات المساعدة الذاتية الخاصة بهم بعد الورشة.
ويتفاعل الأعضاء أيضًا من خلال العديد من المجتمعات (حيث يُعرفون بألقابهم) بما في ذلك ثلاثة على موقع التواصل الاجتماعي أوركوت والعديد من المجموعات الإلكترونية لـبيه دبليو أس حيث يناقشون حياتهم ومشاكلهم ويواسون ويدعمون بعضهم البعض مع العلم أنه لا يوجد أحد وحيد وأن الحالة شائعة.

### دفاع في المحكمة
في أكتوبر 2010 رفعت جمعية حقوق الإنسان الهندية التماسًا للمصلحة العامة ضد مخرج ومنتجي فيلم جولمال 3 ومجلس الرقابة في الهند في محكمة أوتاراخاند العليا معترضة على تصوير الفيلم للمتلعثمين على أنهم أشياء للسخرية وعلى أساس أن هذا يعزز التمييز والمضايقة والتنمر على الأشخاص الذين يتلعثمون.

## فلسفة الجمعية
تتكون فلسفة تيسا من مبدأين: "قبول التأتأة والعمل على التواصل".

## روابط خارجية
- الموقع الرسمي
- Official blog
- British Stammering Association Says
- Bollywood Star Talks About His Stuttering how he managed his problem
- An Institute producing global professionals to help the people having communication Disorders
- All India Institute of Speech and Hearing
- U.S. National Institute on Deafness and Other Communication Disorders
- Stammering and role of Speech Language Pathologist/Speech Therapist
- International Stuttering Association